# Linothele gymnognatha
Linothele gymnognatha är en spindelart som först beskrevs av Philipp Bertkau 1880.  
Linothele gymnognatha ingår i släktet Linothele och familjen Dipluridae. Inga underarter finns listade i Catalogue of Life.